# Целінув (Мінський повіт)
Целінув (пол. Celinów) — село в Польщі, у гміні Дембе-Вельке Мінського повіту Мазовецького воєводства.
Населення — 179 осіб (2011).
У 1975-1998 роках село належало до Седлецького воєводства.

## Демографія
Демографічна структура станом на 31 березня 2011 року:
|          | Загалом | Допрацездатний вік | Працездатний вік | Постпрацездатний вік |
| -------- | ------- | ------------------ | ---------------- | -------------------- |
| Чоловіки | 98      | 20                 | 63               | 15                   |
| Жінки    | 81      | 11                 | 45               | 25                   |
| Разом    | 179     | 31                 | 108              | 40                   |